# Adenophora jasionifolia
Adenophora jasionifolia là loài thực vật có hoa trong họ Hoa chuông. Loài này được Adrien René Franchet mô tả khoa học đầu tiên năm 1895.